# 東北楽天ゴールデンイーグルスの応援団
東北楽天ゴールデンイーグルスの応援団（とうほくらくてんゴールデンイーグルスのおうえんだん）とはプロ野球東北楽天ゴールデンイーグルスを応援する応援団の事である。

## イーグルス私設応援団
イーグルス私設応援団は東北楽天ゴールデンイーグルスの私設応援団の一つで、全国の球場で活動する。
2018年までは全国荒鷲連合会（ぜんこくあらわしれんごうかい）の名称で、略称は「全鷲連」（ぜんしゅうれん）であった。総本部・北海道荒鷲会・東北荒鷲会・関東荒鷲会・関西荒鷲会・九州荒鷲会の6団体により構成されていた。
球団設立当初はサッカースタイルの応援をしていた私設応援団の存在もあったがそれらは淘汰され、全国荒鷲連合会が中心となって伝統的なプロ野球の応援スタイルをベースに独自の応援方法も取り入れていった。特徴的な例としては、選手別応援歌の曲間で名前をコールする部分は、４・４・８のリズムでドラムが叩かれていた（ドドドド「○○！」　ドドドド「○○！」　ドドドドドドドド「○○！」という具合であった）。一般的なプロ野球の選手別応援歌では、曲間のコールが「かっとばせー○○！」となるのに対して、楽天の選手別応援歌ではこのようにドラムとコールの掛け合い（通称４・４・８拍子）を採用していた。
2018年に楽天の球団主導で、元千葉ロッテマリーンズ球団職員の神俊雄を応援プロデュースチームに招聘。神俊雄は、千葉ロッテマリーンズ・日本ハムファイターズ・韓国プロ野球チームにおいて応援団員を務めた経験を買われての起用であった。これによって楽天の応援の大きな特徴であった４・４・８拍子が廃止され、３・３・４拍子のリズムへ変更されるなど、応援スタイルが刷新された（「〇〇！（ドドド）」「〇〇！（ドドド）」ドドドド「〇〇！」という具合である）。
翌2019年のシーズン開始前には、すべての選手別応援歌およびチャンステーマを新曲に変更することが球団から発表され、取りやめを求める要望書がファンから出されるなど批判が続出。球団が私設応援団を追放したいのではないかという憶測も飛び交い、実際に、球団設立時から応援を先導してきた全国荒鷲連合会は事実上の組織解体を発表した。前述の批判もあり、全国荒鷲連合会時代の応援歌のいくつかが復活することが発表され、現在は全国荒鷲連合会の一部の団員や新たなメンバーによって構成されたイーグルス私設応援団が中心となって、いくつかの応援団と共に応援活動を行っている。

### 応援スタイル
ホームグラウンドである宮城球場でのプロ野球興業においては、トランペットの使用が禁止されているため、ドラム・拡声器のみを使用した応援となっていたが、2018年より笛の使用が解禁された。また、試合中にスピーカーを使用して応援歌を流すようになった（他の球場での応援の場合は、トランペットを使用した一般的なプロ野球の応援スタイルとなっている）。なお、ビジターチームにもスピーカーの使用が許可されているため（使用の有無はビジターチームの応援団の裁量である）、一部のチームは宮城球場で試合をする場合に限ってスピーカーを使用して応援歌を流して応援を行っている。

## その他の応援団
- 飛翔会絆：宮城県（仙台）を中心に活動する私設応援団
- 岩手アイアンイーグル：岩手県を中心に活動する私設応援団
- 楽天イーグルス応援パフォーマー：株式会社楽天野球団が設立した公設の応援団

## 以前存在した応援団
- 仙台荒鷲会 ・仙台荒鷲会（せんだいあらわしかい）は東北楽天ゴールデンイーグルスの私設応援団の一つであり、主に本拠地（宮城球場）での試合で活動していた団体であった。創設時は「荒鷲会」と称したが、上述の「全国荒鷲連合会」やその傘下の「東北荒鷲会」とは無関係の団体であり、区別するために仙台荒鷲会に改称した。  2017年シーズン途中から活動自粛、同年シーズン終了をもって解散した。
- 大阪金鷲会
- リベロ
- 王鷲会（おうしゅうかい）
- 仙台仁会
- 稲虎応援団
- 気仙沼イーグルスファンの会
- 楽天イーグルス応援プロデュースチーム
- ひよこ